# Бурдон, Дидье
Дидье Бурдон (фр. Didier Bourdon; род. 23 января 1959, Алжир, Алжир) — французский актёр, сценарист и кинорежиссёр. Лауреат премии «Сезар».

## Биография
Родился 23 января 1959 года в Алжире. Семья Дидье жила в Париже, в Мюлузе и в Биаррице в зависимости от места работы отца семейства, позднее осев в городе Сен-Жермен-ан-Ле.
Дидье Бурдон окончил престижную парижскую Консерваторию. Начинал актёрскую карьеру в конце 70 — начале 80-х на театральных подмостках и в комедийном трио «Незнакомцы», куда помимо него входили Бернар Кампан и Паскаль Лежитимюс. В режиссуре дебютировал в 1995 году.
В 1996 году Бурдон и Кампан были отмечены самой почётной наградой французского кинематографа «Сезар» за лучший дебютный фильм.
В 2006 году вышла в свет комедия «Мадам Ирма». В ней Дидье Бурдон выступил сценаристом (при участии Фредерика Птижана) и режиссёром (при участии Ив Файнберга), а также сыграл главную роль.
Супруга — Мари-Сандра Бадини Дуран. Дидье является отцом троих детей от двух браков.